# UTM-Parameter
Die UTM-Parameter (Urchin Tracking Module) sind spezielle URL-Parameter, die dazu dienen, Benutzer beim Internetsurfen über verschiedene Websites zu verfolgen. Das Ziel ist, die Wirksamkeit von Online-Marketing-Kampagnen über Web-Analytics-Software wie z. B. Google Analytics zu messen.
Die UTM-Parameter wurden von der Marketing-Software Urchin, dem Vorgänger von Google Analytics, eingeführt. UTM steht für Urchin Tracking Module. 
Die UTM-Parameter selbst funktionieren universell im World Wide Web und sind vom Urchin Tracking Monitor und der eigens patentierten Tracking Methode zu unterscheiden.

## Funktionsweise
Wenn ein Link mit UTM-Parametern aufgerufen wird, werden die Parameter an Google Analytics zurückgesendet, wo sie verwendet werden können, um die Quelle, das Medium und andere Aspekte des Verweisverkehrs auf die Website zu verfolgen. Diese Informationen können verwendet werden, um den Inhabern der Internetseite und/oder Werbetreibenden beim Verstehen, woher Besucher kommen, welche Arten von Inhalten oder Kampagnen am effektivsten sind und wie die Leistung der Seite verbessert werden kann, zu helfen.
Einzelne Online-Marketing-Kampagnen können mittels UTM-Parametern ausgezeichnet und einem Marketing-Kanal zugeordnet werden. Erfolgt über eine solch ausgezeichnete Kampagne eine Konversion wie z. B. ein Kauf in einem Webshop, ist es dadurch möglich, diesen Kauf der auslösenden Kampagne zuzuordnen.
Ein Website-Betreiber, der Online-Kampagnen durchführt, kann optional zusätzliche Informationen über Art und Herkunft der Kampagne in Form der UTM-Parameter an konventionelle Internet-Adressen anhängen. Diese mit UTM-Parametern versehenen URLs werden dann vom Website-Betreiber im Einsatz mit Werbemitteln wie beispielsweise Display-Ads (Banner), Text-Links etc. genutzt. Klickt jemand auf einen solchen Link und besucht somit die Website des Website-Betreibers, kann dieser anhand der Parameter serverseitig unter anderem herausfinden, wann und wie viele Menschen von welchen Kampagnen zur Website geführt wurden und ob die Kampagne ihr Ziel (z. B. Kauf eines Produktes) erreicht hat oder nicht.

## Parameter
Es gibt 5 mögliche UTM-Parameter, die innerhalb des Query-Strings Bestandteil eines Uniform Resource Locators sein können:
| Parameter    | Zweck | Beispiel                       |
| ------------ | --- | ------------------------------ |
| utm_source   | Woher kommt der Besuch? Identifiziert die Besuchsquelle (Verweis URL) , z. B. Google.com, Facebook.com, Twitter.com, Newsletter, wobei die komplette Domain üblicherweise angegeben wird, wenn das möglich ist. | utm_source=google.com          |
| utm_medium   | Um welche Art von Besuch handelt es sich? Wie (über welchen Kanal) kommt der Besuch zu Stande? Identifiziert das Marketingmedium, z. B. CPC (cost per click), E-Mail, None (Direktzugriffe), Organic Es wird empfohlen die Standard-Channeldefinitionen zu nutzen: (none),organic,social,email,affiliate,referral,cpc,display.. | utm_medium=cpc                 |
| utm_campaign | Welche Kampagne liegt dem Besuch zugrunde? Identifiziert eine spezielle Marketingkampagne, z. B. Sommerschlussverkauf 2024 | utm_campaign=sommerschluss2024 |
| utm_term     | Welcher Suchbegriff liefert den Besuch? Identifiziert bei einer Such-Kampagne einen Suchbegriff, z. B. rote Turnschuhe | utm_term=rote+turnschuhe       |
| utm_content  | Welcher Link liefert den Besuch? Identifiziert die Linkquelle, z. B. Textlink, Bildlink etc. Alternativ wird dieser Parameter auch genutzt, um verschiedene Ads innerhalb einer Kampagne zu identifizieren. | utm_content=textlink           |

Die Parameter utm_source und utm_medium stellen Pflichtparameter dar, damit die Daten in Google Analytics korrekt zugewiesen werden können.
Der finale URL für obiges Beispiel könnte etwa lauten:
https://example.org/pfad?utm_source=google.com&utm_medium=cpc&utm_campaign=sommerschluss2022&utm_term=rote+turnschuhe&utm_content=textlink
Am häufigsten werden utm_source und utm_medium nicht korrekt genutzt, was zu Folgefehlern führen kann. Es wird daher empfohlen URLs, die mit UTM-Parametern gekennzeichnet sind, vorab mit einem Validatorservice zu testen.
Die Reihenfolge der Parameter ist egal, es wird empfohlen beschreibende Begrifflichkeiten zu nutzen, um diese nachträglich leichter in Reports auswerten zu können. Die Schreibweise (Uppercase vs. Lowercase) sollte immer einheitlich sein. Interne Links sollten nie mit UTM-Parametern versehen werden.
Weiters dürfen aus rechtlichen Gründen nie personenbezogene Daten (PII) z. B. E-Mail-Adressen etc. in UTM-Parametern verwendet werden, da diese so beispielsweise in Analyticstools einfließen und damit eine Datenschutzverletzung darstellen.